# Norman Smiley
Pour les articles homonymes, voir Smiley (homonymie).
Norman Anthony Smiley (né le 28 février 1965 à Southampton) est un catcheur (lutteur professionnel) et un entraîneur de catch britannique.
Il grandit en Floride et commence à devenir catcheur après le lycée. Il se fait connaitre au Mexique  à la Empresa Mexicana de la Lucha Libre / Consejo Mundial de Lucha Libre (EMLL puis CMLL fin 1991) au début des années 1990 sous le nom de Black Magic et y remporte une fois le championnat du monde poids lourd du CMLL.
Il rejoint la World Championship Wrestling (WCW) et est à deux reprises champion Hardcore de la WCW au début des années 2000.
Après le rachat de la WCW par la World Wrestling Federation (WWF) en mars 2001, Smiley lutte dans diverses fédérations notamment à la World Wrestling All-Stars entre 2001 et 2003 avant d'arrêter sa carrière en 2008.
Il devient entraîneur au WWE Performance Center.

## Jeunesse
Smiley grandit en Grande Bretagne mais quand ses parents divorcent, sa mère part avec lui vivre à Miami.

## Carrière de catcheur

### Entrainement et début aux États-Unis puis passage à l'Universal Wrestling Federation (1986-1990)
Smiley s'entraîne pour devenir catcheur auprès de Boris Malenko (en), Karl Gotch et Dean Malenko. Il lutte d'abord en Floride puis par en 1988 au Japon où il travaille à l'Universal Wrestling Federation (UWF) jusqu'en 1990.
Il fait un bref passage à la World Championship Wrestling durant Starrcade le 16 décembre 1990 où il fait équipe avec Chris Adams et ils perdent leur combat face à Konnan et Rey Misterio, Sr.,.

### Empresa Mexicana de la Lucha Libre / Consejo Mundial de Lucha Libre (1991-1998)
Au cours de son apparition à la WCW, Smiley rencontre Konnan qui lui propose d'aller au Mexique à la Empresa Mexicana de la Lucha Libre / Consejo Mundial de Lucha Libre (EMLL puis CMLL fin 1991).

### World Championship Wrestling
Il débuta à la World Championship Wrestling en 1997 avec une nouvelle gimmick, celle de Big Widdle. Smiley créa une équipe avec Chris Adams. Il débuta une feud avec Chavo Guerrero où il détruisit la mascotte des Guerrero's, Wood Chipper. En 1999, il entra dans la division Hardcore avec un nouveau surnom "Screamin" Norman Smiley où il devint le nouveau WCW Hardcore Championship en battant Brian Knobbs dans la finale du tournoi. Il le remporta encore une deuxième fois. Son premier règne a duré 51 jours et le deuxième 42 jours. Après le rachat de la WCW, Smiley se fait limoger par la WWE et part sur le circuit indépendant.

### Circuit indépendant et Total Nonstop Action Wrestling
Norman catcha pour la X Wrestling Federation et la World Wrestling All-Stars avant de retourner sur le circuit indépendant de Floride. Il a fait une brève apparition à la Total Nonstop Action Wrestling en 2002. 

### Retour à la WWE
En 2003 et 2004, il catche occasionnellement pour la WWE à Heat et Velocity. En 2006, il retourne à la FCW et catche jusqu'en 2010, il devient manager général de la FCW.

## Championnats et accomplissements
- Consejo Mundial de Lucha Libre
  - CMLL World Heavyweight Championship (1 fois)

- Four Star Championship Wrestling
  - FSCW Heavyweight Championship (1 fois)

- Future of Wrestling
  - FOW Heavyweight Championship (1 fois)

- Global Wrestling Alliance
  - GWA Global Television Championship (1 fois)

- Independent Pro Wrestling Association
  - IPWA Southern Championship (1 fois)
  - IPWA Tag Team Championship (1 fois) avec Joe DeFuria

- Maximum Pro Wrestling
  - MXPW Heavyweight Championship (1 fois)

- World Championship Wrestling
  - WCW Hardcore Championship (2 fois)